# Kabinett Fradkow II
Vor seiner Wiederwahl 2004 gab Wladimir Putin eine Verkleinerung des Kabinetts und folgende Besetzung bekannt. Die Vereidigung des Kabinetts erfolgte jedoch erst im Mai desselben Jahres bzw. nach der Präsidentschaftswahl.
- Regierungschef: Michail Fradkow
- Stellvertretender Regierungschef: Alexander Schukow
- Wirtschaftsentwicklung und Handel: Herman Gref
- Industrie, Energie und Bauwesen: Wiktor Christenko
- Äußeres: Sergei Lawrow
- Inneres: Raschid Nurgalijew
- Verteidigung: Sergei Iwanow
- Finanzen: Alexei Kudrin
- Transport und Kommunikation: Igor Lewitin
- Rohstoffe: Juri Trutnew
- Justiz: Juri Tschaika
- Zivilschutz: Sergei Schoigu
- Arbeit und Gesundheit: Michail Surabow
- Erziehung und Wissenschaft: Andrei Fursenko
- Kultur und Medien: Alexander Sokolow
- Landwirtschaft: Alexei Gordejew
- Leiter des Regierungsapparates: Dmitri Kosak